# サワアザミ
サワアザミ（沢薊・鶏頂草、学名: Cirsium yezoense）はキク科アザミ属の多年草。やわらかい茎や葉は食用できる。

## 分布と生育環境
アザミ属は、分布域が比較的広いものと極端に狭い地域固有種がある。サワアザミの分布域は比較的広く、北海道南部、本州の中部地方以北の北陸側、中部、奥羽地方にかけて分布する。山沿いの平地から山間の盆地で、主に日本海側の山地に分布する。山地の沢沿いの林縁や川そばなどの、湿り気のある場所に見られ、大小の集団を作って群生する。

## 形態・生態
多年生の草本。茎は直立して、高さは1メートル (m) ほどになり、まれに3 mに達するものもある。茎にはくも毛があり、茎につく葉は広楕円形で羽状に中裂するが、とげはさほど鋭くなく、葉の表面はざらつき、他のアザミより大きい。葉質は薄くてやわらかい。
花期は秋（9 - 10月）。枝の先に横から下向きに淡紅色の大型の花を10数個つける。花（頭状花序）は筒状花のみで構成されている。総苞の基部にある4-6枚の苞葉が特長で、花の下から立ち上がる。総苞にクモ毛があり粘らない。総苞片の先に刺針はない。

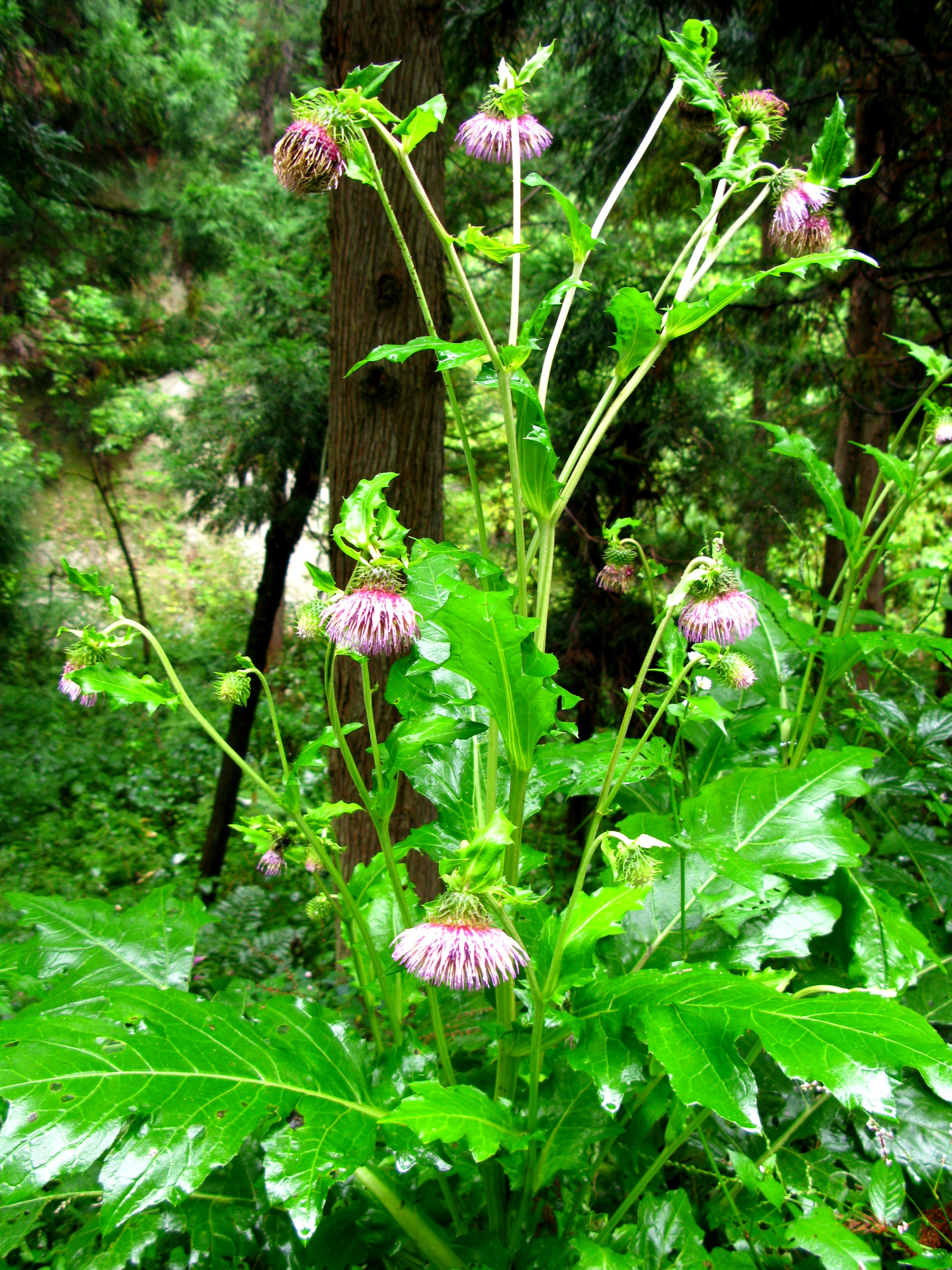
草姿
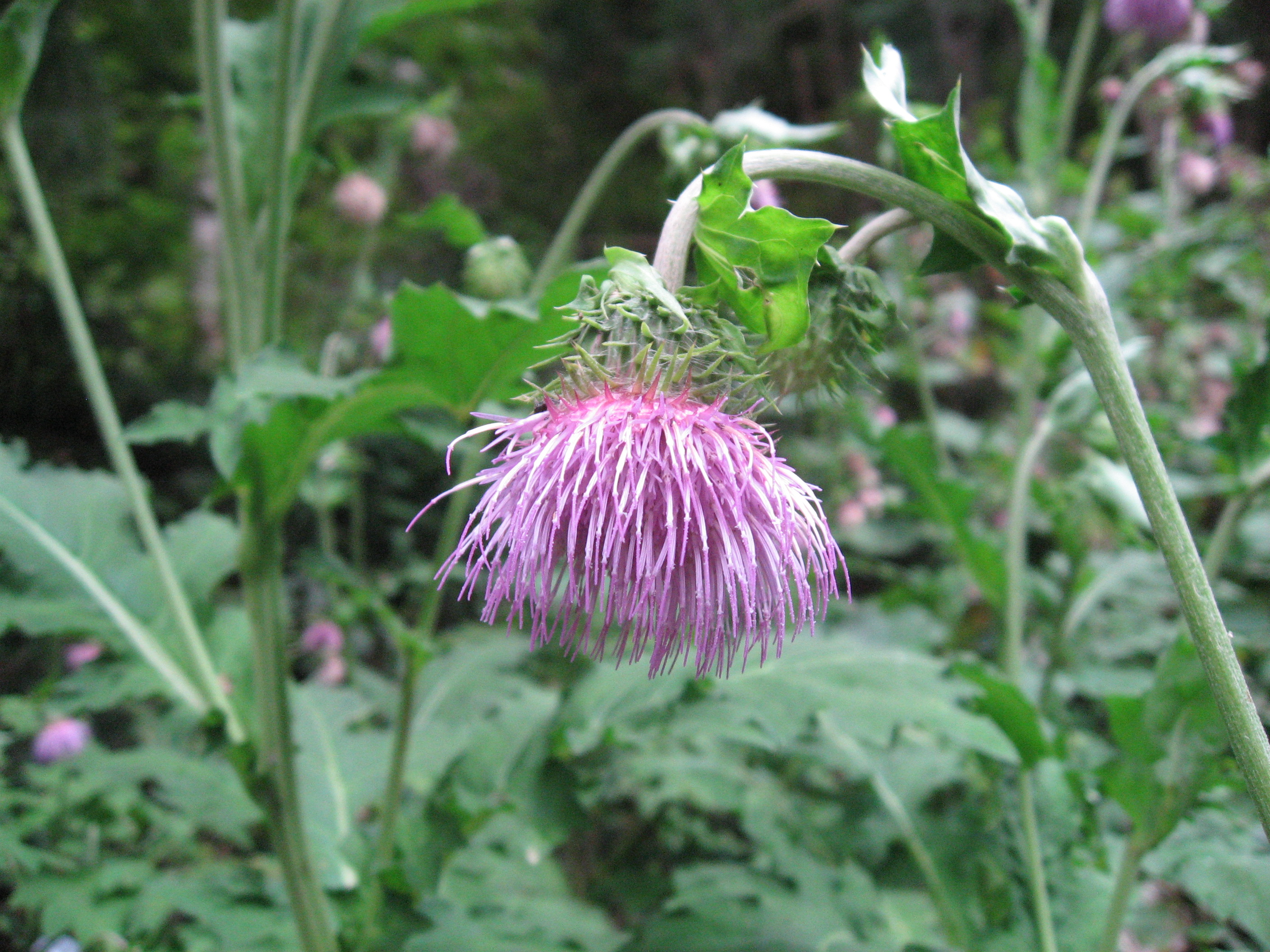
花

## 食用
食べられる野草としても知られ、茎の柔らかい部分と葉を食用にする。採取時期は5 - 6月ごろで、高山などでは7月ごろが適期とされる。爽やかな芳香があり、茎は皮を剥き、葉はそのままで天ぷらや油炒め、甘い味付けの煮付け、汁の実などとする。また茹でておひたしや和え物にもできる。